# Fu Baorong
Fu Baorong (jedn. kineski 付宝荣) (Fu je prezime) (Jilin City, 3. lipnja 1978.) je kineska hokejašica na travi. 
Od velikih natjecanja, sudjelovala je na OI 2004. u Ateni, na kojima je također igrala na svim susretima, postigavši tri pogotka, osvojivši s Kinom četvrto mjesto, izgubivši susret za brončano odličje od Argentinki.

## Vanjske poveznice
- Podatci